# Michael Bruce (poète)
Pour les articles homonymes, voir Michael Bruce et Bruce.
Michael Bruce (27 mars 1746 - 15 juillet 1767) était un poète britannique.

## Biographie
Il naquit à Kinnesswood dans la paroisse de Portmoak, dans le comté du Kinross-shire (aujourd'hui subdivision de Perth and Kinross). Son père, Alexander Bruce, était tisserand.  Michael apprit à lire avant l'âge de quatre ans et l'un de ses livres préférés était une copie des œuvres de Sir David Lyndsay. Sa fréquentation de l'école fut souvent interrompue car, l'été, il devait mener du bétail en pâture sur les Lomond Hills (collines Lomond) et cette précoce compagnie de la nature a fortement influencé ses poèmes. De santé fragile, il grandit comme l'enfant préféré de la famille et de ses amis. Il étudia le latin et le grec et, à l'âge de quinze ans, à la fin de sa scolarité, un petit héritage reçu par sa mère et augmenté de dons d'aimables voisins lui permit d'aller à l'Université d'Édimbourg qu'il fréquenta pendant les quatre sessions hivernales de 1762 à 1765.
En 1765 il enseigna durant l'été, à Gairney Bridge, recevant environ 5 shillings d'honoraires par an et l'hébergement dans un foyer d'étudiants. Il devint un étudiant adulé à Kinross au sein d'une section écossaise connue sous le nom de Burghers et, dès le premier été de son cours (1766), on lui confia la responsabilité d'une nouvelle école à Forest Mill, près de Clackmannan, où il mena une vie marquée par la pauvreté, la maladie et la solitude. Il y écrivit Loch Leven, un poème inspiré des souvenirs de son enfance. Il avait déjà été menacé de consomption et était devenu gravement malade. Pendant l'hiver qui suivit, il rentra à pied chez son père où il écrivit le dernier et le plus beau de ses poèmes, Elegy written in Spring (Élégie écrite au printemps). Il décéda au début de l'été, le 5 juillet 1767.
Sa réputation de poète se propagea, due à l'émotion pour sa mort prématurée ; et également en raison du vol allégué par John Logan de plusieurs de ses poèmes. Logan, un camarade d'études de Bruce, obtint du père de Bruce les manuscrits du poète peu de temps après sa mort. Alexander Bruce ne demanda aucun reçu ni n'établit aucune liste pour les lettres, les poèmes et autres qu'il transmit. Logan édita, en 1770, Poems on Several Occasions, by Michael Bruce (Poèmes sur plusieurs évènements) dans lesquels paraît Ode to the Cuckoo (Ode au coucou). Dans la préface, Logan avertit que « pour constituer un recueil, certains poèmes écrits par différents auteurs ont été insérés. » Dans un recueil de ses propres poèmes, en 1781, Logan édite Ode to the Cuckoo comme étant son œuvre et les amis de Bruce ne contestèrent pas de cette appropriation publiquement. Dans un manuscrit Pious Memorials of Portmoak (Pieux souvenirs de Portmoak), découvert par David Pearson, un ami de Bruce, la paternité de Bruce sur Ode to the Cuckoo est catégoriquement affirmée.
Ce livre était en possession de la famille Birrell, et John Birrell, un autre ami du poète, ajouta son témoignage dans le même sens. Pearson et Birrell écrivirent également au Dr Robert Anderson alors qu'il publiait ses British Poets (Poètes britannique)précisant les réclamations au sujet des écrits de Bruce. Leur communication fut utilisée par  Anderson dans la Vie préfaçant les œuvres de Logan dans l'ouvrage British Poets (vol. II, p. 1029). Les amis de Bruce avaient été surpris de ce que l'édition de 1770 par Logan soit incomplète et le père de Bruce regrettait qu'il y manqua les Gospel Sonnets de son fils ; les partisans de Bruce supposèrent que ces sonnets étaient les Hymns parus dans un recueil de poèmes que Logan fit imprimer (en tant que production personnelle) en 1781. Logan essaya de saisir la justice pour empêcher la parution des Poèmes de Bruce, mais l'ouvrage fut imprimé en 1782, 1784, 1796 et 1807 - voir Life of Michael Bruce (Vie de Michael Bruce) de James Mackenzie, 1905, chap. XII.
En 1837, le Dr William McKelvie ranima les réclamations pour Bruce dans Loch Leven and Other Poems, by Michael Bruce, with a Life of the Author from Original Sources (Loch Leven et autres poèmes, par Michael Bruce, avec une vie de l'auteur à partir de sources originales). La paternité de Logan repose sur les publications des poèmes sous son propre nom et sur sa réputation d'auteur de son vivant. Son échec pour produire le Livre de Poèmes de Bruce qui lui avaient été confiés et le fait qu'il n'existe aucune copie de sa main (à tout le moins du vivant de Bruce) de Ode to the Cuckoo rendent difficile de ne pas l'accuser de plagiat. John Veitch, dans The Feeling for Nature in Scottish Poetry (Le sentiment de la nature dans la poésie écossaise)  paru en 1887, soutient (vol. II pp. 89-91) que la stance connue comme étant un ajout de Logan à cette Ode ne va pas avec le reste du poème et est plus dans le style des compositions usuelles de Logan dans lesquelles rien ne peut faire suggérer la simplicité directe du petit poème sur le coucou.